# Midnight Cowboy
Midnight Cowboy (tạm dịch: Gã cao bồi nửa đêm) là một bộ phim phát hành năm 1965 của Điện ảnh Mỹ dựa trên cuốn tiểu thuyết cùng tên của nhà văn James Leo Herlihy. Kịch bản của bộ phim được viết bởi Waldo Salt, John Schlesinger đạo diễn với sự tham gia của Jon Voight trong vai chính bên cạnh Dustin Hoffman. Ngoài ra, Midnight Cowboy còn có diễn xuất của các diễn viên khác bao gồm Sylvia Miles, John McGiver, Brenda Vaccaro, Bob Balaban, Jennifer Salt và Barnard Hughes; M. Emmet Walsh xuất hiện trong một vai khách mời.
Bộ phim đã thắng 3 giải Oscar: Phim xuất sắc nhất, Đạo diễn xuất sắc nhất và Kịch bản chuyển thể xuất sắc nhất. Tính đến thời điểm hiện tại, đây là bộ phim xếp hạng X (hạng cao nhất cho phim người lớn) duy nhất thắng giải Phim xuất sắc nhất. Với những giá trị đem lại, bộ phim luôn được xem như là một trong những bộ phim Mỹ hay nhất mọi thời đại.

## Tóm tắt nội dung
Joe Buck (Jon Voight), một chàng trai trẻ từ Texas, làm dọn dẹp tại một nhà hàng. Mở đầu bộ phim, Joe vận một bộ đồ cao bồi mới, xách một vali và quyết định rời bỏ công việc cũ của mình. Anh hướng tới thành phố New York, tràn ngập hy vọng sẽ thành công với mong muốn trở thành trai bao cho các quý bà. Tuy nhiên, ngay từ lần khởi đầu anh đã không may mắn. Khách hàng đầu tiên của Joe là một phụ nữ luống tuổi (Sylvia Miles), nhưng cô này cũng chỉ là một gái điếm không hơn. Joe sau đó gặp Enrico Salvatore "Ratso" Rizzo (Dustin Hoffman), một tay lừa đảo đường phố và bị thọt, gã này đã lấy của Joe 20$ để giới thiệu anh với một người môi giới sùng đạo (Bible thumper) (John McGiver). Joe cố thoát khỏi sự đeo bám dai dẳng của Ratso.
Joe giành vài ngày để ngồi trong khách sạn và suy nghĩ về thành phố. Tuy nhiên, chỉ vài ngày sau, số tiền mang theo cạn kiệt dần, Joe bị đuổi ra khỏi khách sạn trong khi đồ đạc bị tịch thu. Anh cố tìm cách kiếm tiền khi chấp nhận quan hệ tình dục bằng miệng với một người đàn ông trẻ (Bob Balaban) trong một rạp chiếu phim. Khi Joe phát hiện ra anh chàng này cũng chả có xu nào, anh đe dọa và đòi lấy chiếc đồng hồ, nhưng sau đó cũng để anh ta đi. Những ngày tiếp theo, Joe gặp lại Ratso và vô cùng tức giận. Ratso mời Joe về ở cùng chỗ của mình tại một tòa nhà bỏ hoang. Joe miễn cưỡng chấp nhận và bọn họ thiết lập một "quan hệ kinh doanh" nhằm kiếm tiền. Mối liên hệ giữa 2 người càng phát triển, cũng là khi sức khỏe của Ratso, vốn chưa bao giờ tốt, ngày càng trở lên tồi tệ hơn.
Cuộc đời của Joe được thuật lại qua dòng suy nghĩ. Sau khi bị mẹ đẻ bỏ, Joe được bà nuôi nấng mặc dù cũng không nhận được nhiều sự chăm sóc từ người bà này. Anh và bạn gái Crazy Annie bị cưỡng hiếp bởi một băng đảng địa phương, sau đó Joe gia nhập quân đội. Ratso cũng kể lại câu chuyện đời mình. Cha anh là một người Italy di cư mù chữ và đánh giày tại các ga tàu điện ngầm, lưng ông ngày một đau hơn, và ông "cả ngày ho như bắn cả phổi ra ngoài". Ratso học cha cách đánh giày nhưng anh không muốn phải khom mình thêm một ngày nào nữa. Anh mơ ước một ngày nào đó được chuyển đến Miami.
Joe và Ratso đến dự một buổi tiệc của Warhol. Joe hút một điếu cần sa (joint) mà anh tưởng chỉ là xì gà. Và sau khi uống vài viên thuốc được đưa cho, anh bắt đầu gặp ảo giác. Joe rời bữa tiệc cùng một người phụ nữ, cô này đồng ý trả 20$ để qua đêm cùng Joe nhưng anh không thể phục vụ. Bọn họ chơi Scribbage cùng nhau. Lúc này, cô gái thắc mắc liệu Joe có phải là một người đồng tính. 
Khi Joe trở về nhà, Ratso đang nằm liệt giường và sốt cao. Joe muốn giúp Ratso điều trị nhưng Ratso từ chối và anh cầu xin Joe đưa anh lên một chuyến xe tới Florida. Tuyệt vọng, Joe vào một quán bar đồng tính chọn một gã (Barnard Hughes) và phục vụ. Khi mọi việc đã xong, gã đồng tính này định trả Joe một chiếc mề đay tôn giáo thay vì tiền mặt, nên anh đã cướp đồ của gã. Với số tiền kiếm được, Joe mua vé xe bus. Trên chặng đường tới Florida, tình trạng của Ratso ngày càng nguy cấp. Tại một điểm dừng, Joe mua quần áo mới cho Ratso và cho chính mình, vứt bỏ bộ quần áo cao bồi. Khi gần đến Miami, Joe quay sang nói về những dự định và những công việc mới khi cả hai đến nơi, nhưng nhận ra Ratso đã chết. Xe bus đến điểm cuối, lái xe nói với Joe rằng Miami ngay gần đây. Bộ phim kết thúc với cảnh Joe ngồi với vòng tay choàng qua người bạn đã mất của anh.

## Diễn viên
- Jon Voight trong vai Joe Buck
- Dustin Hoffman trong vai Enrico Salvatore "Ratso" Rizzo
- Sylvia Miles trong vai Khách hàng đầu tiên của Joe
- John McGiver trong vai Mr. O'Daniel
- Brenda Vaccaro trong vai Shirley
- Barnard Hughes trong vai Towny
- Ruth White trong vai Sally Buck
- Jennifer Salt trong vai Annie
- Viva trong vai Gretel
- Bob Balaban trong vai cậu sinh viên trẻ.

## Sản xuất
Midnight Cowboy là bộ phim đầu tiên của quay phim Adam Holender được phát hành; anh được giới thiệu tới Schlesinger qua người bạn thời thơ ấu của mình, nhà làm phim Roman Polanski.
Bộ phim bắt đầu với một cảnh quay tại Big Spring, Texas. Một tấm biển quảng cáo nằm cạnh đường với lời giới thiệu "IF YOU DON’T HAVE AN OIL WELL...GET ONE" hiện ra trên hành trình của chuyến xe đưa Joe rời Texas. Những biển quảng cáo như vậy rất phổ biến tại miền Tây Nam nước Mỹ hồi thập niên 60 và 70, được thực hiện bởi Công ty Viễn Tây Bắc Hoa Kỳ của Eddie Chiles.
Joe lần đầu tiên nhận ra chuyến xe bus tới New York khi anh nghe một mẩu quảng cáo của Ron Lundy trên kênh WABC lúc anh đang theo dõi kênh phát thanh yêu thích của mình. Vào thời điểm bộ phim được quay năm 1969, Lundy làm việc vào ca giữa trưa (10 AM-1 PM) từ ngày thứ 2 đến ngày thứ 7 tại trạm phát thanh.
Tại New York, Joe trọ tại khách sạn Claridge, nằm trong một góc phía đông nam Broadway và phố 44 Tây ở Manhattan. Căn phòng của anh có thể nhìn hướng ra một nửa phía bắc Quảng trường Thời đại. Tòa nhà này, được thiết kế bởi D.H. Burnham & Company khánh thành vào năm 1911 nhưng hiện tại đã bị phá hủy.
Trong bộ phim xuất hiện 3 lần cảnh quay tại New York đi qua tòa nhà Mutual of New York (MONY) nằm tại 1740 Broadway. MONY cũng được lặp lại một lần nữa trong khi Joe chơi Scribbage cùng Shirley, anh xếp chữ "money" sai thành "mony".
Mặc dù khắc họa chân dung của Joe Buck, một người tuyệt vọng trong quá trình sinh sống tại New York, Jon Voight lại là một người New York bản địa, còn được gọi là Yonkers. Dustin Hoffman, người đóng vai một cựu chiến binh khập khiễng, đến từ Los Angeles.
Voight chỉ được Screen Actors Guild trả mức tiền công tối thiểu cho vai diễn của mình, một sự nhượng bộ của nam diễn viên để nhận được vai này.
Câu thoại "I'm walkin' here!" (Tao đang đi đấy) đứng thứ 27 trong Danh sách 100 câu thoại đáng nhớ trong phim của Viện phim Mỹ không hề được dự liệu trước, nhưng nhà sản xuất Jerome Hellman tranh luận về vấn đề này trong 2 đĩa DVD quá trình quay Midnight Cowboy. Tuy nhiên, Hoffman giải thích sự khác biệt trong Inside the Actors Studio của Bravo. Trong cảnh quay đó, thời gian được căn chuẩn xác và khi những chiếc taxi xuất hiện nó gần như đâm phải họ. Hoffman gần như muốn nói "We’re filming a movie here" nhưng anh không muốn làm hỏng cảnh quay này.
Sau phản hồi đầu tiên viết bởi Hiệp hội Điện ảnh Hoa Kỳ (MPAA), Midnight Cowboy nhận một nhãn R (Restricted). Tuy nhiên, sau tư vấn của những nhà tâm thần học, người điều hành tại United Artists chấp nhận nhãn X, vì "những cảnh quay đồng tính" và "có khả năng ảnh hưởng đến thanh niên". Bộ phim được phát hành với nhãn X. MPAA sau đó đề nghị lại nhãn R và nâng độ tuổi giới hạn xem phim từ 16 lên 17 tuổi. Do đó bộ phim được phát hành với nhãn R trong lần tái phát hành năm 1971 cho tới nay.

## Sự ghi nhận
Bộ phim thu được 11 triệu USD doanh thu phòng vé tại Bắc Mỹ.
Midnight Cowboy thắng 3 giải Oscar cho các hạng mục: Phim hay nhất, Đạo diễn xuất sắc nhất và Kịch bản chuyển thể xuất sắc nhất, trở thành bộ phim duy nhất dán nhãn X thắng giải Oscar trong bất cứ hạng mục nào, và là một trong 3 bộ phim nhãn X được đề cử cho một giải Oscar (2 bộ phim còn lại là A Clockwork Orange năm 1971 của Stanley Kubrick và Last Tango in Paris năm 1972 của Bernado Bertolucci). Cả Hoffman và Voight đều được đề cử cho Nam diễn viên chính xuất sắc nhất và Sylvia Miles được đề cử cho Nữ diễn viên phụ xuất sắc nhất, trở thành một trong những vai diễn ngắn nhất được đề cử (vai diễn của cô chỉ kéo dài 5 phút). Ngoài ra, bộ phim còn thắng 6 giải BAFTA và tham gia Liên hoan phim Quốc tế Berlin lần thứ 19.
Năm 1994, bộ phim được ghi nhận bởi Thư viện Quốc hội Mỹ và được chọn bảo tồn trong Viện lưu trữ phim quốc gia cho những giá trị to lớn về "văn hóa, lịch sử hoặc thẩm mỹ".

## Nhạc phim
John Barry, người giám sát và biên soạn nhạc cho bộ phim, đã thắng giải Grammy cho Nhạc phim hay nhất, mặc dù anh cũng như nhiều người khác, không được ghi danh trong phim. Ca khúc Everebody’s Talking thắng giải Grammy cho Màn trình diễn nhạc pop của nam ca sĩ xuất sắc nhất cho Harry Nilsson.
Schlesinger chọn ca khúc Everybody’s Talking (viết bởi Fred Neil và thể hiện bởi Harry Nilsson) làm ca khúc chính thức cho bộ phim và ca khúc này cũng được xuất hiện ngay cảnh đầu tiên. Một số ca khúc khác được cân nhắc cho bài nhạc chủ đề bao gồm "I Guess the Lord Must Be in New York City" của Nilsson và "Cowboy" của Randy Newman (Bob Dylan viết ca khúc "Lay Lady Lay" cho bộ phim nhưng không hoàn thiện trước khi bộ phim phát hành).
Ca khúc "He Quit Me" cũng xuất hiện trong phim, thể hiện bởi Lesley Miller. Nó được viết bởi Warren Zevon, ca khúc này sau đó với tên gọi "She Quit Me" cũng nằm trong album đầu tay của anh Wanted Dead or Alive. Bộ phim cũng gồm các ca khúc khác từ Elephant’s Memory, Randy Newman và Harry Nilsson và một đoạn nhạc điện tử trình diễn bởi Moog Synthesize và Walter Sear.